# Notropis buccula
Notropis buccula är en fiskart som beskrevs av Cross, 1953. Notropis buccula ingår i släktet Notropis och familjen karpfiskar. IUCN kategoriserar arten globalt som sårbar. Inga underarter finns listade i Catalogue of Life.